# Clementina's Baybrick
Clementina's Baybrick fue un bar, club de baile y albergue lésbico en funcionamiento desde septiembre de 1982 hasta octubre de 1987 en el barrio SoMA en 1190 Folsom Street en San Francisco, California. Tuvo muchas variaciones de su nombre: Clementina's Baybrick Inn, Clementina's Bay Brick Inn, The Baybrick, The Bay Brick y The Brick.
Desde 1993, el antiguo espacio Clementina's Baybrick se conoce como Cat Club.

## Historia
El edificio está ubicado en el histórico Distrito Cultural Leather y LGBTQ; y fue la antigua ubicación de The Waiting Arms / Earthquake Ethel's (1974), The Hungry Hole (1976-1977) y Brown's Pub (1980-1983). Clementina's era un bar y discoteca, y estaba dentro del sótano del edificio Baybrick Inn, un hotel. El nombre lo tiene por un callejón ubicado cerca del bar.
Lauren Hewitt era la propietaria y gerente, también fue coorganizadora del Festival de Bandas por la Libertad de Gays y Lesbianas y ayudó a planificar la Feria de Folsom Street de 1984.
Clementina's Baybrick organizó una variedad de eventos de entretenimiento que incluyen noches de monólogos de comedia con micrófono abierto, noches de cabaret, presentaciones musicales, fiestas de baile, los bailes de té de la comunidad gay y espectáculos de striptease centrados en lesbianas.
El 23 de octubre de 1983, el Grupo de Mujeres Asiáticas (AWG) patrocinó un evento de baile, "A Sunday Bash", al que asistieron unas 125 mujeres.
Les Nickelettes, un grupo feminista de artes escénicas satíricas, estuvo presente durante seis semanas (alrededor de 1983) durante la serie de cabaret de los miércoles por la noche en Clementina's Baybrick.
La parte de albergue/posada cerró en 1984. El bar y discoteca cerró el 4 de octubre de 1987.